# مرشدات وفتيات الكشافة

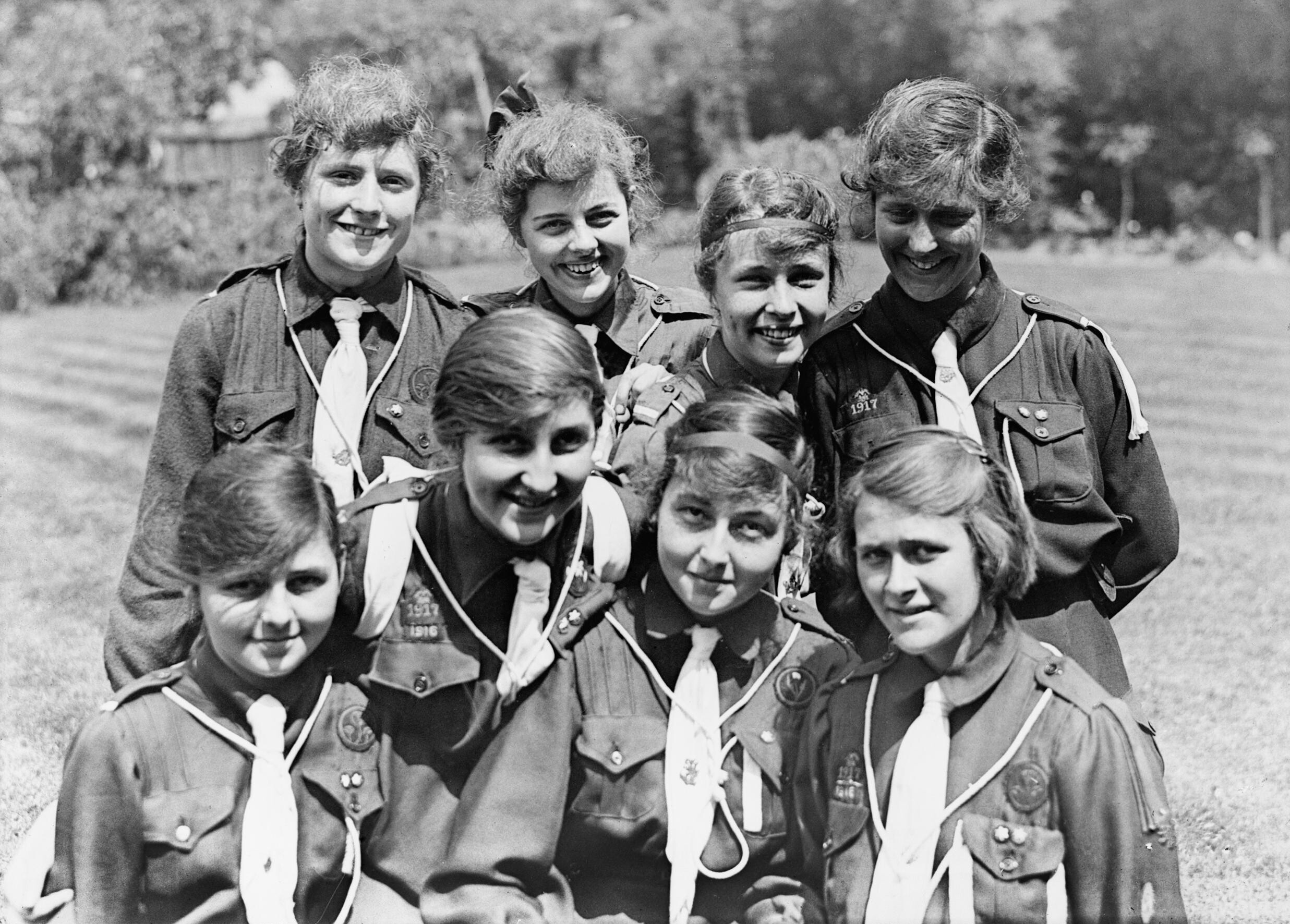
مرشدات في عام 1918

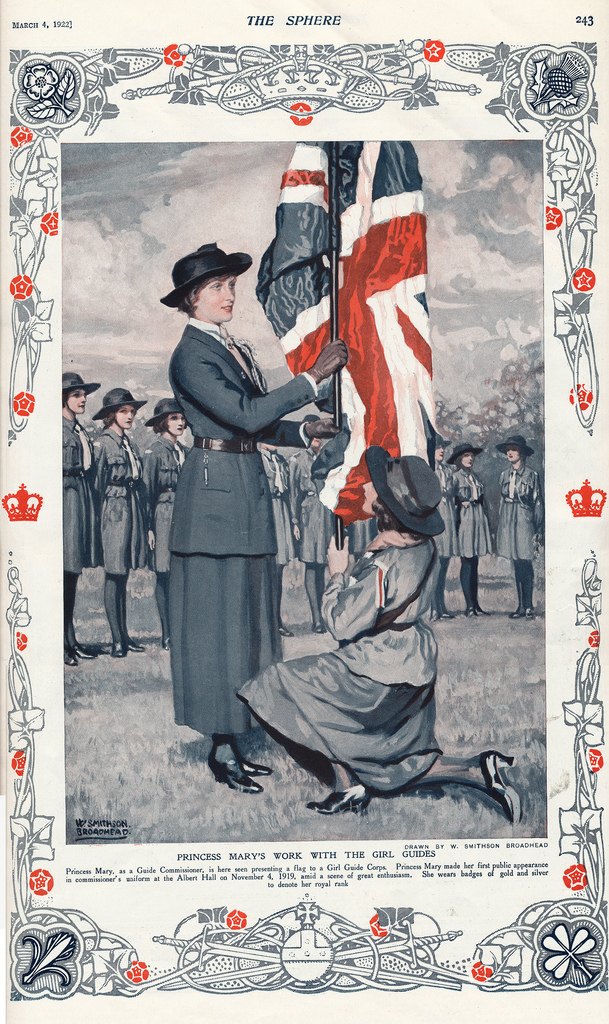
الأميرة ماري والمرشدات في عام 1922

مرشدة، أو الفتاة المرشدة أو فتيات الكشافة هن عضوات في قسم من بعض المنظمات التوجيهية الذين تتراوح أعمارهم بين 10 و 14 حدود السن تختلف في كل منظمة. ويستخدم هذا مصطلح فتيات الكشافة في الولايات المتحدة وعدد من دول شرق آسيا. يتم استخدام المصطلحين بشكل مترادف في هذا المقال.
ويتم تنظيم المرشدات إلى وحدات أو قوات بمتوسط 15 - 30 فتاة تحت إشراف فريق من القادة. والوحدات تقسم إلى دوريات من حوالي ستة فتيات والانخراط في الأنشطة المفيدة في الهواء الطلق وغيرها. بعض الوحدات تتبع مع المنظمات الوطنية والدولية وكانت بعض الوحدات وخصوصا في أوروبا شاركت في التعليم منذ السبعينات، مما سمح للفتيان والفتيات باللعمل معا في الكشافة. وهناك أقسام أخرى في البرنامج للفتيات كبار السن والشباب.

## روابط خارجية
- الرابطة العالمية للمرشدات وفتيات الكشافة